# HMS Hyacinth (1940)
HMS Hyacinth (K84) (произносится «Хайасинт», в переводе «Гиацинт») — корвет типа «Флауэр», который во время Второй мировой войны нёс службу по охране побережья Палестины и обеспечивал проводку конвоев вдоль него. Добился трёх побед над вражескими подводными лодками. Это максимальный результат для кораблей его типа, повторить который удалось только корвету «Санфлауэр».
28 сентября 1941 года «Хайасинт» атаковал и потопил итальянскую подводную лодку «Фисалия» к северо-востоку от порта Яффа, в точке с координатами 32º19’N, 34º17’E (напротив пляжей Тель-Авива).
9 июля 1942, года, во время проводки конвоя из Яффы в Бейрут Хайасинт атаковал, повредил и взял в плен итальянскую подводную лодку «Перла». Лодка была отбуксирована, введена в строй и с 1943 года служила в греческих ВМС под названием «Матрозос».
12 сентября 1943 года, уже после капитуляции Италии, «Hyacinth», совместно с австралийским тральщиком «Wollongong» артиллерийским огнём потопили повреждённую атакой самолётов «Веллингтон» и «Суордфиш» немецкую подводную лодку U-617.
В конце 1943 года корвет передан греческим ВМС и переименован в «Апостолис» (греч. Αποστόλης).
Ввиду того, что корвет «Hyacinth» постоянно находился вдали от британских судостроительных заводов, он не подвергся перестройке (англ. Retrofit) и один из немногих сохранил характерный для начальной серии корветов типа «Flower» короткий полубак. Ещё одной отличительной особенностью было наличие 76-мм орудия вместо стандартного 102-мм.